# Anders Börjesson (militär)
Jan Anders Börjesson, född 18 april 1944 i Borås Gustav Adolfs församling i Älvsborgs län, är en svensk militär.

## Biografi
Börjesson avlade officersexamen vid Krigsskolan 1967 och utnämndes samma år till fänrik vid Gotlands luftvärnsbataljon, varefter han befordrades kapten 1972. Han var lärare vid Arméns kompaniofficersskola 1974–1978. År 1978 befordrades han till major och tjänstgjorde från 1978 vid Göta luftvärnsregemente. Han var lärare vid Luftvärnets officershögskola och tekniska skola 1984–1988. Han befordrades till överstelöjtnant 1992 och var tillförordnad chef för Göta luftvärnskår 1995–1996. Åren 1996–2000 var han ställföreträdande chef och stabschef vid samma förband.